# Nikija
Nikija (grč. Νικίας, oko 470-413. god. st. e.) bio je atinski državnik i vojskovođa. Pripadao je najistaknutijem sloju atinskog plemstva.
Svoju političku karijeru počeo je još za života Perikla i, kao i Perikle, zauzimao je položaj stratega. "Nakon Periklove smrti [429] Nikija je odmah dobio veći položaj na koji je bio doveden uglavnom glasovima bogataša i plemića koji su ga suprotstavljali drskom Kleonu; istina, i narod se prema njemu blagonaklono odnosio i podupirao je njegovo častoljublje" (Plutarh). Aristotel, pristalica umerene demokratije, smatra Nikiju – pored Tukidida, Melesijinog sina, i pored Teramena (jednog od vođa oligarhijskog prevrata 411. p. n. e.) – za "najboljeg političkog delatnika u Atini" (Atinski ustav).

## Arhidamov rat
Nikija je bio jedan od najbogatijih ljudi u celoj Grčkoj. Njegova je imovina vredela najmanje 100 talenata, pri čemu se najveći deo sastojao iz gotovine; stoga on nije mnogo stradao od Arhidamove najezde u prvoj fazi peloponeskog rata. Prema Ksenofontu, Nikija je imao 1.000 robova koji su radili u laurijskim rudnicima zarađujući tamo za svog gospodara svaki po jedan obol dnevno. Nikija se posebno proslavio svojom darežljivošću u vreme raznih proslava koje su u Atini bile vrlo česte. Nikijina plašljivost i neodlučnost ušle su u poslovicu. I zaista, u prenapetoj političkoj atmosferi Atine tog doba, on je bio stalno na oprezu. U vreme peloponeskog rata Nikija nije mogao da otvoreno nastupa s parolom o miru sa Spartom, ali se zato maksimalno koristio svim mogućnostima za vođenje pregovora o miru. Nikija se uvek trudio da ne preduzima na sebe odgovornost za bilo kakve odlučujuće mere. Zato je on predstavljao veoma pogodnu ličnost za one krugove koji nisu želeli širenje ratnih operacija.
U periodu od 427. do 425. godine, dakle nakon Periklove smrti, opšte vojno rukovodstvo u Atini nalazilo se u Nikijinim rukama. To je bio period izvesnog zatišja, a neke aktivne operacije spominju se samo na zapadu srednje Grčke i na Siciliji. Međutim, nakon uspešne atinske operacije kod Pilosa na istočnoj obali Peloponeza te nakon zauzimanja ostrva Sfakterije krajem avgusta 425. st. e., kojom prilikom je zarobljeno 292 spartanska hoplita, među kojima i 120 Spartijata, u Atini je autoritet Kleona, vođe radikalne demokratije koji je i predvodio napad na Sfakteriju, postao neosporan, dok je Nikija sa svojim pristalicama izgubio svaki uticaj u eklesiji. Tako je operacija kod Pilosa naterala Spartu da nudi mir, a u Atini dovela na vlast partiju koja je želela rat.
Nikija je, da bi povratio svoj ugled i ugled atinskih hoplita – uglavnom ljudi iz imućnijih slojeva – odmah po povratku Kleona i Demostena sa spartanskim zarobljenicima sa Sfakterije, krenuo protiv Korinta. Pod svojom komandom imao je 80 brodova, 2.000 atinskih hoplita, 200 konjanika i pomoćne odrede Milećana i drugih saveznika. Ova je ekspedicija imala ne toliko vojne koliko političke cilljeve. Kada su se Atinjani iskrcali jugoistočno od Korinta, kod Soligeje, pred njima se našlo pola korintske vojske. U žestokoj bici Atinjani se nisu borili do pobede, već su se povukli na svoje brodove čim su videli da dolaze korintska pojačanja. Zatim se jedan deo Atinjana iskrcao kod Metane u Argolidi i osvojio je. Ali bili su to slabi rezultati jednog velikog pohoda.
Sledeće, 424. godine Nikija je preduzeo uspešnu operaciju i osvojio dorsku Kiteru, "ostrvo koje se nalazi na zgodnom mestu prema Lakoniji i koje je nastanjeno lakedemonskim doseljenicima" (Tukidid). Posle Pilosa Spartanci su se nalazili u veoma teškom stanju, pa se Sparta posebno plašila da će, koristeći njeno teško stanje, heloti podići ustanak. Osvajanje Kitere predstavljalo je vrhunac atinskih uspeha. Izgledalo je da je potrebno učiniti još samo malo napora i sjajna pobeda Atine biće osigurana.
Međutim, tokom 424. godine st. e. spartanski vojskovođa Brasida postigao je velike uspehe u Trakiji. On je na spartansku stranu privukao Akant, Stagiru i Argil, i nesmetano stigao do Amfipolja, glavnog atinskog poseda u Trakiji. Istoričar Tukidid, koji je te godine bio strateg, nalazio se tada sa sedam trijera kod Tasosa. Pošto je iz Amfipolja pozvan u pomoć, on se uputio ka gradu, ali je zakasnio. Brasida je Amfipoljanima ponudio povoljne uslove za kapitulaciju, i grad mu se predade bez borbe. Tukidid je uspeo da zauzme samo Ejon, predgrađe Amfipolja. Zbog ovog neuspeha bio je Tukidid prognan iz Atine i otada je živeo u tuđini. Prelaskom Amfipolja na stranu Sparte Atina je gubila glavni izvor za snabdevanje brodskom građom i veliki prihod u novcu. Pritom, atinski saveznici "tajno su se obraćali Brasidi moleći ga da dođe do njih, pri čemu je svaki od tih gradova želeo da bude prvi koji će se odmetnuti" (Tukidid). Tokom pet meseci Brasida je uspeo da osvoji dve trećine Halkidika. Povećanje forosa koje je prethodne godine izvršio Kleon porazno se odrazilo na položaj Atine u toj oblasti. Glavni grad poluostrva Sitonije, Torona, sada je plaćao 12 talenata godišnje, umesto ranijih šest. Bez obzira na to što se u Toroni nalazio atinski garnizon, stanovnici su bez borbe predali grad Brasidi. U rukama Atinjana ostalo je još samo poluostrvo Palena, ali su i tamo vladali nemiri.
U takvim je okolnostima u proleće 423. godine između Sparte i Atine sklopljeno je primirje. Spartanska oligarhija nadala se da će primirje prerasti u mir i da će im se vratiti zarobljeni Spartijati, Pilos i Kitera u zamenu za tračke oblasti koje je zauzeo Brasida. Atina je takođe bila sklona primirju, jer je želela da na Halkidiku prikupi rezerve pre nego što je napuste svi polisi iz ove oblasti. Uslovi primirja sastojali su se u očuvanju statusa quo: Lakedemonjani i njihovi saveznici dobijali su slobodu pomorske trgovine; kretanje njihovih bojnih brodova bilo je zabranjeno. Zato je od velikog značaja bila tačka koja se odnosila na prebege, a koju su Spartanci formulisali ovako: "Prebege, ni slobodne ni robove, tokom ovog vremena nećemo primati ni mi ni vi" (Tukidid). Ova je tačka svakako uneta na zahtev Sparte i svedoči o velikom broju helota koji su prebegavali u Pilos.
Po isteku primirja u leto 422. godine, Kleon je sa atinskom i savezničkom vojskom krenuo ka Halkidiku. Snažnim jurišem s kopna i mora zauzeo je Toronu. "Toronske žene i decu pretvorio je u roblje, a Toronjane, Peloponežane i druge Halkiđane, ukupno 700 ljudi, pošalje u Atinu" (Tukidid). Zatim je Kleon morskim putem krenuo u Amfipolj, osvojivši uz put Galeps, Mekibernu, Kleonu i Akrotoj. Ovde mu u susret izađe Brasida koji je imao više vojske i bolje vojnike. U bici kod Amfipolja (422), koja se završila porazom Atine, poginula su obojica vojskovođa – Kleon i Brasida. Istovremena pogibija Kleona i Braside znatno je olakšala put za pregovore o miru.

## Nikijin mir
Nakon Kleonove smrti radikalna demokratija gubi svoj uticaj u Atini. Porazi na Halkidiku znatno su ojačali miroljubiva raspoloženja. Osim toga, ozbiljne bojazni izazivali su saveznici skloni odmetanju od Atine. Sparta je želela mir iz već pomenutih razloga. Osim toga, rat se već odužio, pa se mogao završiti ustankom helota pod rukovodstvom Mesenjana iz Pilosa. Takođe, 421. godine isticao je tridesetogodišnji mirovni ugovor Sparte i Argosa, a eventualni savez Atine i Argosa bio bi veoma opasan, jer bi tada neki gradovi Peloponeza prešli na stranu Argosa. 
Atinski strateg Nikija i spartanski kralj Pleistoanakt brzo su se sporazumeli o uslovima mira. Odlučeno je da se stvari dovedu u predratno stanje, s tim što su Tebanci dobijali Plateju, a Atinjani Niseju. Gradovi na Halkidiku i u Trakiji (Argil, Stagira, Akant, Stol, Olint i Spartol) koji su dobrovoljno prešli na stranu Braside i dalje su ostali nezavisni, pri čemu su po želji mogli da stupe u savez s Atinjanima. Zarobljenici s obe strane vraćali su se svaki u svoju državu. Građanima onih gradova koji su se vraćali Atinjanima dozvoljeno je da sa svojom imovinom idu koda hoće. Atinjani su, pak, garantovali autonomiju savezničkim polisima koji su redovno plaćali foros kakav je odredio Aristid. Ugovor je potpisan na 50 godina, a u slučaju nesuglasica sporna su se pitanja morala rešavati arbitražom. 
Nikijin je mir u potpunosti odgovarao spartanskim interesima, ali su saveznici Sparte bili veoma nezadovoljni: Beotija, Korint, Megara i Elida nisu ništa dobili tim ugovorom, a Megara je čak izgubila Niseju. Taj je ugovor osobito teško pogađao Korint, čiji su glavni interesi bili vezani za severozapad Grčke. Pobedama Demostena u ruke atinskih saveznika – Akarnanaca – prešla su sva uporišta Korinta na zapadu; Anaktorij je bio zauzet na juriš, a Ambrakija je morala stupiti u savez sa Akarnancima. Korint je izgubio i svoju treću koloniju, Solij. Jonska su ostrva ostala u uticajnoj sferi demokratske Korkire. Na taj način borbu sa zapadnu Heladu u potpunosti su dobili Atinjani. Zbog toga su spartanski saveznici (Korint, Beotija, Megara i Elida) odbili da potpišu uslove mirovnog ugovora, zbog čega su se naglo pogoršali njihovi odnosi sa Spartom. Od takve je situacije koristi mogao imati Argos, koji je kod Peloponežana uživao velike simpatije. Da bi predupredila opasnost koja joj je pretila, Sparta je sa Atinom sklopila ne samo mir, već i odbrambeni savez. Sa socijalno-političkog stanovišta, zaključenje ovog mira predstavljalo je pobedu "bogataša, starije generacije i većeg dela zemljoradnika" (Plutarh). Za mir su takođe bili i atinski lakonofili, ali je glavnu snagu koje je u Atini delovala u korist mira predstavljalo atičko seljaštvo. Izgubivši Kleona radikalni demokrati teško su se oporavljali od tog udarca, a njihov novi vođa Hiperbol teško se odupirao Nikiji, čiji je uticaj u to doba bio na vrhuncu. 
Nikjin mir predstavljao je, ipak, samo predah u ratu koji je zahvatio ceo helenski svet. Arhidamov rat je pokazao da Atina raspolaže ogromnim materijalnim rezervama i da je neosvojiva s kopna. Spartanska koalicija pokazala se preslabom da slomi atinsku pomorsku državu. Pa ipak, ni Atina nije bila u stanju da zada odlučujući udarac Peloponeskom savezu. Nikijin mir nije otklonio one protivrečnosti Helade koje su i dovele do peloponeskog rata. Pitanje hegemonije ostalo je nerešeno, kao uostalom i pitanje borbe između oligarhije i demokratije. I konačno, tokom Arhidamovog rata ojačala su centrifugalna raspoloženja kako u Atinskom tako i u Peloponeskom savezu. 
Međutim, odbrambeni savez između Atine i Sparte nije potrajao. Čim je Sparta iz Atine dobila svoje zarobljenike, efori koji su potpisali Nikijin mir nisu bili reizabrani, a novi efori oštro su istupili protiv saveza sa Atinom i zaključili separatan savez sa Beotijom, što je neminovno vodilo raskidu sa Atinom. Sredinom leta 420. godine zaključen je savez između četiri demokratska polisa Helade: Atine, Argosa, Mantineje i Elide. Nasuprot ovoj koaliciji stajao je oligarhijski savez Sparte, Beotije i Megare, koji je uživao podršku Korinta, principijelnog protivnika Atine.
Takvo ponašanje Sparte u Atini se smatralo izdajničkim, a odgovornost za to pripisivana je Nikijinoj grupi. To je jačalo radikalno-demokratsku grupaciju, kojoj su se priključili svi krugovi stanovništva koji su prekidom ratnih operacija bili oštećeni. To su, pre svega, bili: zanatski krugovi, koji nisu hteli da žrtvuju svoje ekonomske interese; rukovodstvo vojske, a naročito flote, koje je tokom poslednjih deset godina vodilo glavnu reč u atinskoj politici; široke mase atinskog demosa: služba u vojsci donosila je relativno dobar prihod (drahma dnevno za hoplite i tri obola za mornare), pri čemu atinski hopliti nisu često učestvovali u bitkama i uglavnom su vršili garnizonsku službu. Operacije flote u situaciji pune dominacije Atinjana na moru takođe nisu bile skopčane sa nekim većim rizikom. Prema tome, neki slojevi demosa bili su za vreme rata bolje obezbeđeni nego za vreme mira. 
Umesto Hiperbola, koji nije imao ugleda, na čelo opozicije protiv Nikije dolazi mladi Alkibijad. Zbog svog porekla moglo se očekivati da će se Alkibijad priključiti lakonofilskoj grupaciji u Atini. On se zaista i družio sa Spartijatima zarobljenim kod Pilosa i nastojao da dobije prokseniju Lakedemonjana. Međutim, uvređen time što su se spartanski izaslanici s ponudom mira obratili Nikiji, Alkibijad je prešao u antispartanski tabor. Tako se Alkibijad silom prilika priključio demokratskim grupacijama u atinskoj eklesiji. Tu je, istupajući protiv Nikije, putem intriga pokvario pregovore Sparte s Atinom i priklonio demos na uspostavljanje saveza između atinske i peloponeske demokratije (Atina – Argos, Mantineja, Elida).

## Sicilijska ekspedicija
Krajem maja 415. st. e., uprkos oštrom protivljenju Nikije takvom poduhvatu, iz Atine je ka Siciliji, pod vodstvom Alkibijada, Nikije i Lamaha, krenula ekspedicija sa 136 brodova (od čega 100 atinskih), 5.100 hoplita (od kojih su 1.500 bili atinski građani), 1.200 lako naoružanih vojnika i oko 26.000 veslača. Iza ove ogromne flote išlo je 130 teretnih brodova. Predlog o slanju ekspedicije na Siciliju primljen je u eklesiji ogromnom većinom glasova. Očigledno je da su za taj predlog glasali ne samo pristalice radikalne demokratije, već su ovoga puta ovom Alkibijadovom predlogu podršku dali i mnoge pristalice Nikije, predstavnici imućnih atinskih slojeva. U natpisima se nalaze dve odluke eklesije: prva, o otpremanju 60 brodona, i druga, o povećanju broja trijera na 100, o prikupljanju vojske i o odobrenju iznosa od 3.000 talenata za taj pohod. Ova svota predstavljala je svu gotovinu državne blagajne. 
U zimu 414. godine, nakon godinu dana boravka na Siciliji, Atinjani su započeli opsadu Sirakuze i ubrzo se suočili sa velikim teškoćama. Zbog toga se Nikija obratio Atini sa zahtevom da mu vojska bude odmah povučena ili da mu se dopremi novo, veliko pojačanje. U tom pismu situacija Atinjana prikazana je kao bezizlazna. Nikiji je kao pomoć upućen najbolji atinski vojskovođa Demosten, pobednik kod Pilosa, koji je pošao sa 65 brodova, 1.200 atinskih hoplita i jednim brojem saveznika. Pošto je mobilisao nove rezerve na jonskim ostrvima, Demosten je u Sirakuzu stigao krajem jula 413. st. e. Pomorske bitke kod Sirakuze 3. i 7. septembra 413. godine st. e. završene su potpunim porazom atinske flote, koja je odavno bila izgubila svoju borbenu sposobnost. Atinska kopnena vojska bila je odsečena duboko u unutrašnjosti Sicilije. Nikija i Demosten pokušali su da se povuku u unutrašnjost ostrva, ali ni tu nisu imali sreće; opkoljeni sa svih strana neprijateljima, Atinjani su se predali. Obojica vojskovođa bili su ubijeni, a ostali zarobljenici su, posle sedmomesečnog rada u kamenolomima, bili prodati u ropstvo. 

## Spoljšne veze
- Livius, Nicias by Jona Lendering

1. ↑  „Nicias Greek general”. Britannica. Приступљено 30. 1. 2021.(језик: енглески)
2. ↑  „Nicias”. Brill. Приступљено 30. 1. 2021.(језик: енглески)
3. ↑  „Nicias”. Ancient History Encyclopedia. Приступљено 30. 1. 2021.(језик: енглески)
4. ↑  „Nicias”. Livius. Приступљено 30. 1. 2021.(језик: енглески)